# Consumer Confidence Index

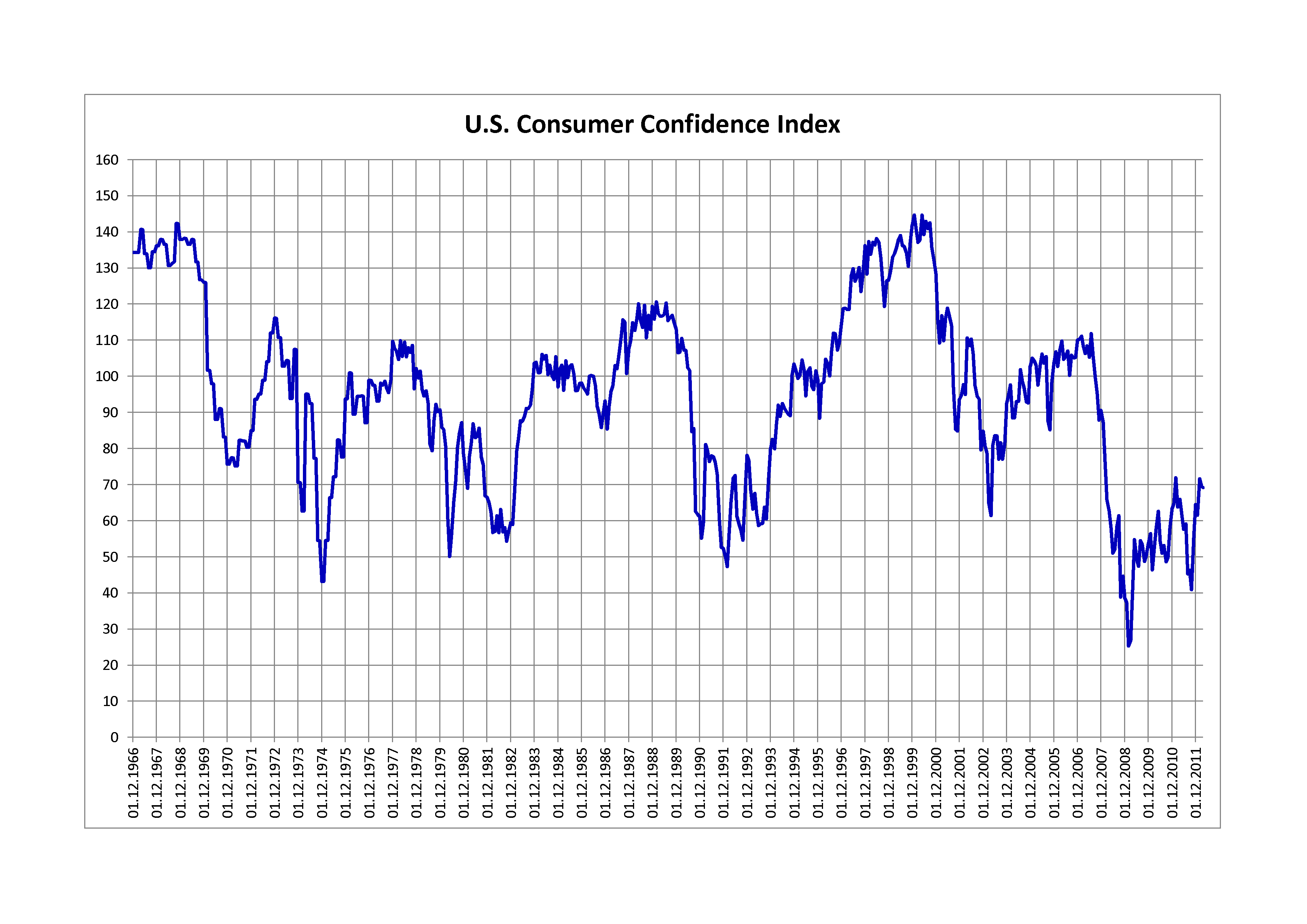
U.S. Consumer Confidence Index 1966–2012

Der U.S. Consumer Confidence Index (CCI, Index für das Verbrauchervertrauen) misst die Konsumneigung der Privathaushalte in den Vereinigten Staaten. Er wird vom unabhängigen Forschungsinstitut „The Conference Board“ mit Sitz in New York veröffentlicht. Der Index steht in Konkurrenz zum University of Michigan Consumer Sentiment Index, dem Konsumklimaindex von Thomson Reuters und der University of Michigan.

## Konzept
Der U.S. Consumer Confidence Index (CCI) gilt als Frühindikator der wirtschaftlichen Entwicklung in den Vereinigten Staaten. Zur Berechnung werden 5000 repräsentativ ausgewählte Konsumenten über ihre Konsumplanungen, insbesondere der Anschaffungsneigung langlebiger Konsumgüter, befragt. Der monatliche Bericht, der Consumer Confidence Survey, misst das Vertrauen, das die Privathaushalte in die Leistung der amerikanischen Wirtschaft haben. Das Verbrauchervertrauen gilt als zentraler Indikator für die Konsumausgaben, die etwa zwei Drittel der US-Wirtschaftsleistung ausmachen. Das Marktforschungsunternehmen, das die Umfrage für das Conference Board durchführt, versendet landesweit 5000 Fragebögen, von denen etwa 3500 beantwortet werden.
Die Umfrage besteht aus fünf Fragen zu folgenden Themen:
1. Beurteilung der aktuellen konjunkturellen Entwicklung in der Region des Befragten
2. Einschätzung der konjunkturellen Entwicklung in sechs Monaten
3. Aktuelle Verfügbarkeit von Arbeitsplätzen in der Region des Befragten
4. Verfügbarkeit von Arbeitsplätzen in sechs Monaten
5. Familieneinkommen für die nächsten sechs Monate

Die Teilnehmer der Umfrage werden gebeten, jede Frage „positiv“, „negativ“ oder „neutral“ zu beantworten. Aus allen Daten berechnet das Conference Board zwei Teilindizes, die zusammen den Gesamtindex ergeben: den Present Situation Index für die Einschätzung der aktuellen Lage und den Expectations Index, der die Beurteilung der zukünftigen Erwartungen beinhaltet. Meinungen zum aktuellen Verhalten haben einen Anteil von bis zu 40 Prozent am Gesamtindex, Erwartungen zum zukünftigen Verhalten einen Anteil von 60 Prozent. Die vorläufigen Ergebnisse aus dem Consumer Confidence Survey werden am letzten Dienstag des Monats um 10:00 Uhr EST (16:00 Uhr MEZ) veröffentlicht.

## Bewertung
Zu den Stärken des U.S. Consumer Confidence Index (CCI) gehört die Veröffentlichung der Daten für den laufenden Monat. Das Verbrauchervertrauen ist ein Frühindikator für wirtschaftliche Zyklen. Die veröffentlichten Informationen geben Auskunft über die gegenwärtige Lage und die zukünftigen Erwartungen der Konsumenten.
Zu den Schwächen des Index gehört, dass die Verbraucher nicht die nötigen Informationen besitzen, um eine korrekte Einschätzung des Einkommens wie des Arbeitsplatzwachstums im Vorhinein abzugeben. Der monatliche Bericht enthält Informationen über geplante Ausgaben, die aber nicht unbedingt getätigt werden.
In einer Phase mit längerem Wirtschaftswachstum können die Kaufabsichten trotz sinkender Arbeitslosigkeit abnehmen, da die rege Nachfrage bereits befriedigt wurde. Dagegen können bei steigender Inflation die Kaufvorhaben kurzfristig zunehmen, da die Verbraucher in Erwartung steigender Preise diese schnell umsetzen, um den Preisanstieg zu vermeiden.
Die Finanzmärkte reagieren sensibel auf unerwartete Veränderungen des Index, er wird als Frühindikator für die konjunkturelle Entwicklung wie auch aufkommende Inflation empfunden. CCI und Purchasing Managers Index gehören wie beispielsweise auch der Case-Shiller-Index, der FHFA House Price Index oder der Ölpreis zur Gruppe der Indikatoren, deren Entwicklung die Aktienindizes erkennbar beeinflussen.
Neben dem CCI gibt es in den Vereinigten Staaten noch zwei Konsumklimaindizes: University of Michigan Consumer Sentiment Index von Thomson Reuters und der University of Michigan sowie den ABC News Consumer Comfort Index der Washington Post. Während sich die Fragestellung beim Conference Board auf die Arbeitsmarktsituation konzentriert, steht bei den anderen Indizes die finanzielle Lage der Haushalte im Mittelpunkt. Insgesamt bilden die Daten des Conference Boards einen stabileren Zusammenhang mit den Konjunkturdaten als die Indizes der Uni Michigan und der Washington Post. Der CCI ist in den Medien, bei Geschäftsleuten und Verbrauchern in den Vereinigten Staaten der am meisten beachtete Konsumklimaindex.

## Geschichte

### Historischer Überblick
Der U.S. Consumer Confidence Index (CCI) wurde 1985 mit einem Basiswert von 100 Punkten erstmals vom Marktforschungsinstitut „The Conference Board“ veröffentlicht und bis Dezember 1966 zurückgerechnet. Der langjährige Durchschnitt der Zeitreihe des CCI von 1966 bis 2007 beträgt 98,7 Indexpunkte. Der Durchschnitt von 2008 bis 2012 liegt bei 56,5 Indexpunkten. Der Durchschnitt der gesamten Zeitreihe von 1966 bis 2012 liegt bei 94,1 Indexpunkten. Laut Conference Board liegt die Grenze, wo sich die US-Wirtschaft in einer Expansionsphase befindet, bei 90 Punkten. Der Durchschnitt des Verbrauchervertrauens in den Phasen mit stabiler wirtschaftlicher Entwicklung beträgt 110 Punkte.
Im Januar und Mai 2000 erzielte der CCI mit 144,7 Punkten ein Allzeithoch. Im Verlauf der Finanzkrise ab 2007 verschlechterte sich die Situation auf dem Arbeitsmarkt der Vereinigten Staaten. Die Arbeitslosigkeit wuchs und das Realeinkommen der Arbeitnehmer ging zurück. Entsprechend sank das Verbrauchervertrauen im Februar 2009 auf ein Allzeittief von 25,3 Punkten. Die beiden Teilindizes zur aktuellen Situation und zu den Erwartungen erlebten eine ähnliche Entwicklung.
Der Present Situation Index markierte im Juli 2000 mit 186,8 Punkten einen Rekordstand. Bis Dezember 2009 fiel er auf einen Tiefststand von 20,2 Punkten. Tiefer lag er nur während der Rezession von 1980 bis 1982. Im Dezember 1982 markierte der Lageindex mit 15,9 Punkten ein Allzeittief. Der Expectations Index stieg im Januar 2000 auf einen Höchststand von 119,1 Punkten. Damit lag er nur wenige Punkte unter seinem Allzeithoch vom Mai 1983 mit 124,3 Punkten. Bis Februar 2009 sank der Erwartungsindex auf ein Allzeittief von 27,3 Punkten.
Im Februar 2011 gab es Änderungen beim Marktforschungsunternehmen und in der Methodik. The Nielsen Company übernahm die monatliche Umfrage für das Conference Board von Taylor Nelson Sofres (TNS). Eingeführt wurde eine Zufallsstichprobe, eine nachträgliche Schichtung mittels Gewichtung für Geschlecht, Einkommen, Geographie und Alter, sowie das Saisonbereinigungsverfahren X-12-ARIMA vom United States Census Bureau. Die Änderung in der Methodik führte zu einem höheren Verbrauchervertrauen als ursprünglich veröffentlicht. Der neue Index ergab 57,8 Punkte für November 2010 (vorher 54,3 Punkte), 63,4 Punkte für Dezember 2010 (vorher 53,3 Punkte) und 65,6 Punkte für Januar 2011 (vorher 60,6 Punkte). Im Februar 2011 wurde ein Wert von 72,0 Punkten ermittelt.
Im Oktober 2011 fiel der Konsumklimaindex auf 40,9 Punkte und lag damit nach August (45,2 Punkte) und September (46,4 Punkte) den dritten Monat in Folge unter der Grenze von 50 Punkten. Das Verbrauchervertrauen befand sich damit auf einem Niveau, dass es zuletzt während der Rezession 2008 und 2009 hatte.
Im Oktober 2012 stieg der Index auf 73,1 Punkte und damit auf den höchsten Stand seit Februar 2008.
Für den Monat Dezember 2012 wurde ein Wert von 65,1 Punkten ermittelt.

### CCI versus US-Wirtschaftsdaten
Das Verbrauchervertrauen in den Vereinigten Staaten korreliert eng mit der Arbeitslosigkeit, der Inflation und der realen Einkommenssituation. Es besteht ein starker Zusammenhang mit dem Konsumverhalten. Die Größen stimmen aber nicht unbedingt überein.
Die Inflation und das Wirtschaftswachstum wird in den Vereinigten Staaten seit 1996 hedonisch berechnet. Damit wird versucht die Qualitätssteigerungen von Produkten zu quantifizieren. Dies führt zu niedrigeren Inflationsraten und je nach Bundesstaat und Branche zu geschätzt bis zu 30 Prozent höheren Wachstumszahlen. Soziale Leistungen werden oft mit der Inflationsrate angepasst. Auch die Lohnpolitik richtet sich nach der Inflationsrate. In Deutschland erfolgte eine entsprechende Revision der volkswirtschaftlichen Gesamtrechnung im Jahr 2005.
Die folgende Tabelle vergleicht den Gesamtindex und die Einzelindizes (Lageindex und Erwartungsindex) mit der Arbeitslosigkeit, der Unterbeschäftigung sowie der Inflation. In den Vereinigten Staaten gibt es sechs verschiedene Arbeitslosenquoten (U-1 bis U-6), wobei die U-3 als die offizielle Zahl angesehen wird und die U-6 die Quote der Unterbeschäftigung wiedergibt (siehe Arbeitsmarktstatistik der Vereinigten Staaten).
| Datum         | Gesamtindex in Punkten | Lageindex in Punkten | Erwartungs- index in Punkten | Arbeits- losigkeit in % | Unter- beschäftigung in % | Inflation in % |
| ------------- | ---------------------- | -------------------- | ---------------------------- | ----------------------- | ------------------------- | -------------- |
| 31. Dez. 1980 | 78,6                   | 59,9                 | 91,1                         | 7,2                     | 10,1                      | 12,5           |
| 31. Dez. 1985 | 98,2                   | 98,2                 | 98,2                         | 7,0                     | 10,6                      | 3,8            |
| 31. Dez. 1990 | 61,2                   | 63,3                 | 59,8                         | 6,3                     | 8,2                       | 6,1            |
| 31. Dez. 1995 | 99,2                   | 109,6                | 92,3                         | 5,6                     | 10,0                      | 2,5            |
| 31. Dez. 2000 | 128,6                  | 176,1                | 96,9                         | 3,9                     | 6,9                       | 3,4            |
| 31. Dez. 2005 | 103,8                  | 120,7                | 92,6                         | 4,9                     | 8,6                       | 3,4            |
| 31. Dez. 2010 | 63,4                   | 28,8                 | 86,5                         | 9,4                     | 16,6                      | 1,5            |
| 31. Dez. 2011 | 64,8                   | 46,5                 | 77,0                         | 8,5                     | 15,2                      | 3,0            |

### Beste und schlechteste Monate
Die Tabelle zeigt die Monate mit dem höchsten und niedrigsten Wert des Consumer Confidence Index seit 1967.
| Rang | Datum     | Wert  |
| ---- | --------- | ----- |
| 1    | Jan. 2000 | 144,7 |
| 2    | Mai 2000  | 144,7 |
| 3    | Juli 2000 | 143,0 |
| 4    | Sep. 2000 | 142,5 |
| 5    | Okt. 1968 | 142,3 |
| 6    | Dez. 1999 | 141,7 |
| 7    | Feb. 2000 | 140,8 |
| 8    | Aug. 2000 | 140,8 |
| 9    | Apr. 1967 | 140,7 |
| 10   | Juni 2000 | 139,2 |
| 11   | Juni 1999 | 139,0 |
| 12   | Feb. 1969 | 138,2 |
| 13   | Juni 1998 | 138,2 |
| 14   | Feb. 1968 | 137,9 |
| 15   | Dez. 1968 | 137,9 |
| 16   | Juni 1969 | 137,9 |
| 17   | Mai 1999  | 137,7 |
| 18   | Apr. 2000 | 137,7 |
| 19   | Feb. 1998 | 137,4 |
| 20   | Apr. 1998 | 137,2 |

| Rang | Datum     | Wert |
| ---- | --------- | ---- |
| 1    | Feb. 2009 | 25,3 |
| 2    | März 2009 | 26,9 |
| 3    | Jan. 2009 | 37,4 |
| 4    | Dez. 2008 | 38,6 |
| 5    | Okt. 2008 | 38,8 |
| 6    | Apr. 2009 | 40,8 |
| 7    | Okt. 2011 | 40,9 |
| 8    | Dez. 1974 | 43,2 |
| 9    | Nov. 2008 | 44,7 |
| 10   | Aug. 2011 | 45,2 |
| 11   | Feb. 2010 | 46,4 |
| 12   | Sep. 2011 | 46,4 |
| 13   | Feb. 1992 | 47,3 |
| 14   | Juli 2009 | 47,4 |
| 15   | Sep. 2010 | 48,6 |
| 16   | Okt. 2009 | 48,7 |
| 17   | Juni 2009 | 49,3 |
| 18   | Okt. 2010 | 49,9 |
| 19   | Mai 1980  | 50,1 |
| 20   | Jan. 1992 | 50,2 |

### Jährliche Entwicklung
Die folgende Tabelle zeigt die jährlichen Höchst-, Tiefst- und Schlussstände sowie den Jahresdurchschnitt des bis 1967 zurückgerechneten U.S. Consumer Confidence Index.
| Jahr  | Höchststand | Tiefststand | Schlussstand | Jahres- durchschnitt |
| ----- | ----------- | ----------- | ------------ | -------------------- |
| 1967  | 140,7       | 130,1       | 136,1        | 134,8                |
| 1968  | 142,3       | 130,7       | 137,9        | 136,0                |
| 1969  | 138,2       | 126,0       | 126,0        | 133,9                |
| 1970  | 126,0       | 75,7        | 75,7         | 93,8                 |
| 1971  | 85,0        | 75,2        | 85,0         | 79,6                 |
| 1972  | 116,1       | 85,0        | 116,1        | 100,7                |
| 1973  | 116,1       | 70,6        | 70,6         | 102,1                |
| 1974  | 95,1        | 43,2        | 43,2         | 73,2                 |
| 1975  | 93,7        | 43,2        | 93,7         | 70,3                 |
| 1976  | 101,0       | 87,1        | 98,9         | 93,8                 |
| 1977  | 109,7       | 93,1        | 109,7        | 98,0                 |
| 1978  | 109,9       | 96,5        | 102,2        | 106,0                |
| 1979  | 101,5       | 79,4        | 90,7         | 91,9                 |
| 1980  | 87,2        | 50,1        | 78,6         | 73,8                 |
| 1981  | 86,9        | 66,6        | 66,6         | 77,4                 |
| 1982  | 64,9        | 54,3        | 59,5         | 59,0                 |
| 1983  | 103,6       | 59,0        | 103,6        | 85,7                 |
| 1984  | 106,1       | 97,0        | 97,0         | 102,3                |
| 1985  | 104,4       | 96,0        | 98,2         | 100,0                |
| 1986  | 100,2       | 85,8        | 93,2         | 94,7                 |
| 1987  | 115,7       | 85,4        | 107,7        | 102,6                |
| 1988  | 120,2       | 109,9       | 119,4        | 115,2                |
| 1989  | 120,7       | 113,0       | 113,0        | 116,8                |
| 1990  | 110,6       | 61,2        | 61,2         | 91,5                 |
| 1991  | 81,1        | 52,5        | 52,5         | 68,5                 |
| 1992  | 78,1        | 47,3        | 78,1         | 61,6                 |
| 1993  | 79,8        | 58,6        | 79,8         | 65,9                 |
| 1994  | 103,4       | 79,9        | 103,4        | 90,6                 |
| 1995  | 104,6       | 94,6        | 99,2         | 100,0                |
| 1996  | 114,2       | 88,4        | 114,2        | 104,6                |
| 1997  | 136,2       | 118,5       | 136,2        | 125,4                |
| 1998  | 138,2       | 119,3       | 126,7        | 131,7                |
| 1999  | 141,7       | 128,9       | 141,7        | 135,3                |
| 2000  | 144,7       | 128,6       | 128,6        | 139,0                |
| 2001  | 118,9       | 84,9        | 94,6         | 106,6                |
| 2002  | 110,7       | 79,6        | 80,7         | 96,6                 |
| 2003  | 94,8        | 61,4        | 94,8         | 79,8                 |
| 2004  | 105,7       | 88,5        | 102,7        | 96,1                 |
| 2005  | 106,2       | 85,2        | 103,8        | 100,3                |
| 2006  | 110,0       | 100,2       | 110,0        | 105,9                |
| 2007  | 111,9       | 87,8        | 90,6         | 103,4                |
| 2008  | 87,3        | 38,6        | 38,6         | 58,0                 |
| 2009  | 54,8        | 25,3        | 53,6         | 45,2                 |
| 2010  | 63,4        | 46,4        | 63,4         | 53,3                 |
| 2011  | 72,0        | 40,9        | 64,8         | 58,1                 |
| 2012¹ | 73,7        | 60,6        | 65,1         | 66,9                 |

¹ 31. Dezember 2012